# 2K (Bildauflösung)
2K ist ein Bildformat mit einer Auflösung von bis zu 2048 Pixel. Es werden die für die Produktion von Kinofilmen genutzten Auflösungen der Ausbelichtung der Bilder auf Filmmaterial bezeichnet und die Auflösung von digitalen Kinokameras angegeben. Die genaue Anzahl von Pixeln in vertikaler und horizontaler Richtung hängt dabei von Seitenverhältnis, verwendeter Filmgröße, verwendeter Bildgröße und verwendetem Filmrekorder ab.
Ein Standard für eine 2K-Videoprojektion mit dem Format 2048 × 1080 Pixel definierte die Digital Cinema Initiatives erstmals im Jahr 2005.

## Verbreitung und Benutzung
Die überwiegende Anzahl der aktuellen A-Budget-Filme wird digital ausbelichtet, was in den 1990er Jahren noch die Ausnahme war. Der Fachbegriff für die digitale Produktion ist Digital Intermediate. 2K-Daten können auch über HD-SDI in Echtzeit übertragen werden.
2K-Auflösungen werden heutzutage häufig bei Computermonitoren, besonders im Gamingbereich, verwendet. In der Filmproduktion wird dieses Format zunehmend von der 4K-Auflösung abgelöst.

## Schnittsysteme
Es gibt mittlerweile zahlreiche digitale Schnittprogramme, die mit Auflösungen arbeiten können, die herkömmliches High Definition Television übersteigen. Adobe Premiere beispielsweise unterstützt Auflösungen bis 10.240 × 8.192 Pixel. Apples Final Cut Pro X kann mit Auflösungen bis 16K umgehen, und die Media-100-Suite unterstützt neben der 2K-Auflösung auch noch 3K- und 4K-Auflösungen. Sony Vegas Pro 12 unterstützt bis zu 4096 × 4096 Pixel.

## Hersteller und Anbieter von Filmrekordern für 2K
Nur wenige Firmen stellen Filmrekorder her. Als Beispiele mit großem Marktanteil wären ARRI mit dem Produkt Arrilaser und Celco mit Fury zu nennen. Deren Geräte werden typischerweise von Dienstleistern wie Kopierwerken oder Postproduktionshäusern angeboten. Einen weiteren substantiellen Marktanteil haben selbstentwickelte oder in Kleinserien hergestellte Filmbelichter.

## Kosten, Speicherbedarf und Zeitaufwand
Die Preise einer hochwertigen 35-mm-Ausbelichtung bewegen sich typischerweise zwischen 10.000 und 50.000 €. Die Preisdifferenzen begründen sich neben den üblichen marktwirtschaftlichen Kriterien durch
- die unterschiedliche Lauflänge des Filmes,
- das verwendete Filmmaterial,
- die zusätzlichen Dienstleistungen bei der Filmbelichtung (beispielsweise das Einrechnen des Filmlichttones),
- den verwendeten Rekorder.

Der Speicherbedarf der Daten der Ausbelichtung für 2K beträgt ca. 1,25 Terabyte (24 fps, 90 Minuten).
Der Zeitraum der Ausbelichtung beträgt typischerweise 2 bis 3 Tage, kann jedoch bis zu 2 Wochen dauern. Dies hängt von der Geschwindigkeit des verwendeten Ausbelichters, der gewählten Auflösung und der Lauflänge des Films ab. Ein Sonderfall sind Echtzeitrekorder wie der Cinevator HD, die den Film direkt in Echtzeit belichten. In diesem Fall entspricht die Nettoausbelichtungszeit der Lauflänge des Films.

## Verbreitete Auflösungen
Am Beispiel der Belichter der Firma Celco werden die verschiedenen 2K-Subformate aufgeführt. Je nach Hersteller des Filmrekorders weichen diese um einige Pixel in der Vertikalen ab.
| Format                       | Kameraausschnitt | Seitenverhältnis | Auflösung         |
| ---------------------------- | ---------------- | ---------------- | ----------------- |
| 35 mm Full Screen            | 000,980 × 0,735  | 001,33 : 1       | 002048 × 1536     |
| Super 1.85                   | 000,980 × 0,530  | 001,85 : 1       | 002048 × 1108     |
| 70 mm 2.2:1 AR               | 000,980 × 0,446  | 002,20 : 1       | 002048 × 932      |
| Super 35 / Super Techniscope | 000,980 × 0,409  | 002,40 : 1       | 002048 × 854      |
| 35 mm Academy Offset a       | 000,864 × 0,630  | 001,37 : 1       | 001806 × 1316 b   |
| Standard 1.66                | 000,864 × 0,520  | 001,66 : 1       | 001806 × 1086 b   |
| Standard 1.78                | 000,864 × 0,485  | 001,78 : 1       | 001806 × 1014 b   |
| Standard 1.85                | 000,864 × 0,467  | 001,85 : 1       | 001806 × 976 b    |
| Cinemascope / Panavision     | 000,864 × 0,732  | 002,36 : 1       | 001806 × 1530 b c |
| 35 mm Academy Offset d       | 000,864 × 0,630  | 001,37 : 1       | 002048 × 1494     |
| Standard 1.66                | 000,864 × 0,520  | 001,66 : 1       | 002048 × 1232     |
| Standard 1.78                | 000,864 × 0,485  | 001,78 : 1       | 002048 × 1152     |
| Standard 1.85                | 000,864 × 0,467  | 001,85 : 1       | 002048 × 1106     |
| Cinemascope / Panavision     | 000,864 × 0,732  | 002,36 : 1       | 002048 × 858 c    |
| 35 mm VistaVision            | 001,485 × 0,991  | 001,50 : 1       | 002048 × 1366     |
| 65 mm 5-Perf                 | 002,066 × 0,906  | 002,28 : 1       | 002048 × 898      |
| 65 mm 8-Perf (Iwerks)        | 002,072 × 1,485  | 001,40 : 1       | 002048 × 1468     |
| 65 mm 15-Perf (IMAX/Omnimax) | 002,772 × 2,072  | 001,34 : 1       | 002048 × 1530     |

(.115-.009) (X Auflösung/.980) Hierbei sind .115 (=0,115 Zoll) und .009 der Abstand zur Perforation von Academy Offset und Vollbildformat.